# Лётч, Гезине
Гези́не Лётч (нем. Gesine Lötzsch, урождённая Гориш, Gorisch; род. 7 августа 1961) — немецкий политик, член Левой партии Германии. С 2005 года является заместителем председателя фракции Левой в бундестаге. В 2010—2012 годах занимала должность сопредседателя Левой партии.

## Биография
Окончив школу в 1980 году, Гезине Лётч училась в Берлинском университете имени Гумбольдта и в 1985 году получила диплом преподавателя английского и немецкого языков. Позднее училась там же в аспирантуре и в 1987 году стажировалась в течение семестра в Нидерландах. В 1988 году защитила докторскую диссертацию и впоследствии работала научным ассистентом в Берлинском университете.
В 1984 году Лётч вступила в Социалистическую единую партию Германии. В 1989—1990 годах состояла депутатом окружного собрания Лихтенберга, в мае-декабре 1990 года — депутатом городского собрания Восточного Берлина. В 1991—1993 годах Лётч возглавляла фракцию ПДС и в 1996—2002 годах руководила работой комитета по европейским и федеральным делам и средствам массовой информации.
В 1991—1993 годах Лётч входила в состав земельного правления ПДС в Берлине. В 1994 году была избрана председателем окружного отделения ПДС в Лихтенберге. После слияния округов Лихтенберг и Хоэншёнхаузен до 2012 года возглавляла ПДС в новом округе. На выборах 2002 года избрана депутатом бундестага. С ноября 2005 года является заместителем председателя фракции Левой и руководителем фракционного рабочего кружка по региональной и структурной политике, Восточной Германии, бюджету и охране окружающей среды. Являлась одновременно омбудсменом Левой партии в бюджетном комитете. С сентября 2007 года входит в состав оборонного комитета бундестага.
В конце января 2010 года кандидатуры Гезине Лётч и Клауса Эрнста были выдвинуты правлением Левой партии на пост сопредседателей партии. На выборах 15 мая 2010 года Гезине Лётч получила 92,8 % голосов. 10 апреля 2012 года Лётч подала в отставку с поста сопредседателя партии в связи с болезнью мужа.
В январе 2012 года стало известно, что Гезине Лётч вместе с другими 27 депутатами бундестага от Левой партии находится под наблюдением Федеральной службы защиты конституции Германии, что получило негативную оценку со стороны всех фракций бундестага. 15 января 2014 года Гезине Лётч была избрана председателем бюджетного комитета бундестага.
Лётч замужем за лингвистом Рональдом Лётчем, у супругов есть двое детей.